# Bernd Dittert
Bernd Dittert (Genthin, 6 februari 1961), is Duits een voormalig wielrenner.
Dittert nam namens de DDR deel aan de Olympische Zomerspelen 1988 en won op de baan de bronzen medaille op de 4000 meter ploegenachtervolging.
Dittert won tijdens de Olympische Zomerspelen 1992 samen met zijn ploeggenoten de gouden medaille op de 100 kilometer ploegentijdrit.

## Resultaten op kampioenschappen
| Jaar | WK | Olympische Zomerspelen   |
| ---- | -- | ------------------------ |
| 1988 |    | 4km ploegenachtervolging |
| 1992 |    | ploegentijdrit           |

1960: Trapè, Bailetti, Cogliati, Fornoni ·
1964: Zoet, Dolman, Karstens, Pieterse ·
1968: Zoetemelk, Den Hertog, Krekels, Pijnen ·
1972: Jardi, Komnatov, Lichatsjov, Sjoekov ·
1976: Tsjoekanov, Tsjaplygin, Kaminski, Pikkuus ·
1980: Kasjirin, Logvin, Sjelpakov, Jarkin ·
1984: Bartalini, Giovannetti, Poli, Vandelli ·
1988: Ampler, Kummer, Landsmann, Schur ·
1992: Dittert, Meyer, Peschel, Rich